# ميولنير

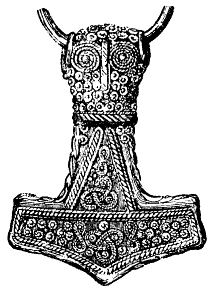
رسم لقلادة فضية مطلية بالذهب لمطرقة ميولنير من عصر الفايكنج (طول 4.6 سم) تم العثور عليها في جزيرة أولاند في السويد، وهي محفوظة الآن في المتحف السويدي للآثار الوطنية

ميولنير Mjölnir في الأساطير الإسكندنافية هي مطرقة ثور، الإله الإسكندنافي المرتبط بالرعد. تم تصوير ميولنير في الأساطير بأنها إحدى أشد الأسلحة وأقواها في الوجود، وهي قادرة على تسوية الجبال وإطلاق الرعد، وبإمكان ثور أن يرميها فتصيب أي هدف كان ثم ترجع إلى يده مجددا. تروي سجلات الأساطير الإسكندنافية، مثل نثر إيدا، كيف أن مقبض المطرقة القصير كان بسبب خطأ أثناء صناعتها من قبل الاقزام. كانت المطارق المماثلة (مثل أوكونفاسارا Ukonvasara) رمزًا شائعًا لإله الرعد في أساطير أوروبا الشمالية الأخرى.
تعتبر الصور الحديثة لميولنير سائدة بين أتباع الحركات الوثنية الحديثة والجماعات المتعصبة للعرق الأبيض.

## الاسم
لم تتغير تهجئة الاسم كثيرا عبر السنين، حيث كانت تكتب Mjǫllnir في النوردية القديمة، وأصبحت Mjøllnir في الأيسلندية القديمة في القرن الثالث عشر. الشكل الأيسلندي الحديث هو Mjölnir، والنرويجي والدنماركي Mjølner، والسويدي Mjölner.
يشتق الاسم من شكل الجرماني الأول meldunjaz، من الجذور الجرمانية malanan «الطحن» (وهي تشبه meldr في الأيسلندية القديمة وتعني «وجبة» أو «دقيق»)، وربما يعني الاسم «الطاحونة» أو «الكسارة»، وربما يعود هذا الأصل إلى اللغات الهندو أوروبية الأولى، وقد يكون الاسم مأخوذا من الكلمة النوردية القديمة mjuln وتعني النار.

## الأساطير الإسكندنافية

### الأصول في الإيدا النثرية
توجد رواية واحدة متعلقة بأصل مولنير، يمكن القول إنها الأكثر شهرة، في سكالدسكابارمال، وهي النصف الثاني من مؤلف إيدا النثرية لسنوري سترلسون من العصور الوسطى. تصور القصة إنشاء العديد من المخلوقات والأشياء الرمزية في الأساطير الإسكندنافية.
في هذه القصة، يجد لوكي المخادع نفسه في مزاج لعوب فيقطع الشعر الذهبي الرائع لسيف، زوجة ثور. عندما يعلم ثور بحيلة لوكي، يغضب ويهدده بكسر كل عظمة في جسده. يتوسل لوكي إلى ثور ويطلب إذنه بالنزول إلى سفارتالفهايم، الموطن الكهفي للأقزام، لمعرفة ما إذا كان بإمكان هؤلاء الحرفيين الخبراء تصميم شعر رأس جديد لسيف. يقتنع ثور ويرسل لوكي إلى سفارتالفهايم.
وعند وصوله، يكون لوكي قادرًا على إتمام وعده إلى ثور بفضل صنع أبناء إيفالدي ليس فقط شعر رأس جديد لسيف، بل وأعجوبتين أخريتين أيضًا هما: سكيد بلادناير، أفضل سفينة على الإطلاق، وغونغير، الرمح الأكثر فتكًا. وبعد إنجاز لوكي مهمته، يظل في الكهوف بقصد إحداث الفوضى. يتقرب من الأخوين بروكر وسندري ويسخر منهما قائلًا إنه متأكد أن الأخوين لن يتمكنا أبدًا من صنع ثلاث إبداعات تضاهي كفاءة إبداعات أبناء إيفالدي، ويراهن برأسه حتى على أنهما يفتقران إلى القدرة. يقبل بركر وسندري الرهان، لكونهما قزمان متفاخران، ويشرعا في إنشاء العجائب الثلاث.
يبدأ صنع أول أعجوبة بوضع سندري جلد خنزير في كور الحدادة وطلبه من بروكر تشغيل المنفاخ دون توقف حتى عودته. يأتي لوكي متخفيًا في هيئة ذبابة ويلسع بروكر في ذراعه ليضمن خسارة الأخوين لرهانهما. ولكن، يواصل بروكر نفخ المنفاخ كما طلب منه. وعندما يرجع سندري ويسحب إبداعهما من النار، يتضح أنه خنزير حي بشعر ذهبي يسمياه غولينبورستي. كان هذا المخلوق الأسطوري يولد ضوءًا في الظلام ويركض أفضل من أي حصان، حتى في الماء أو الهواء.
بعد ذلك، يضع سندري ذهبًا في كور الحدادة ويعطى بروكر نفس الأوامر. يأتى لوكي مرة أخرى، وهو ما يزال في شكل ذبابة، ويلسع رقبة بروكر، مرتين بقوة في هذه المرة لضمان خسارة الأخوين للرهان. ولكن، يستمر بروكر في تشغيل المنفاخ رغم ألمه. عندما يعود سندري يسحبا خاتمًا رائعًا يسمياه دراوبنير. يظهر من هذا الخاتم، كل تسع ليالي، ثماني حلقات ذهبية جديدة متساوية الوزن.
أخيرًا، يضع سندري الحديد في الكور ويكرر أمره السابق مرة أخرى. يأتي لوكي للمرة الثالثة ويلسع بروكر في جفنه وبشكل أقوى، بحيث تكون اللدغة عميقة لدرجة أنها تنزف دمًا. يسيل الدم في عيني بروكر ويجبره على التوقف عن تشغيل المنفاخ لفترة كافية لمسح عينيه. في هذه المرة، عندما يعود سندري، يسحب ميولنير من كور الحدادة. فيكون مقبضها أقصر مما خطط له سندري في الأصل، وهذا هو سبب التصوير الأيقوني للمطرقة كسلاح بيد واحدة في جميع أيقونات ثور الدينية. ولكن، يكون الأخوان واثقين من القيمة الكبيرة لكنوزهما الثلاثة ويشقان طريقهما إلى أزغارد للمطالبة بالأجور المستحقة لهما.
يصل لوكي إلى قاعات الآلهة قبل الأقزام مباشرةً ويقدم الأعاجيب التي حصل عليها. يعطى ثور شعر سيف الجديد والمطرقة ميولنير. ويعطي أودين، خاتم دراوبنير والرمح غونغير. أخيرًا يعطي فري سكيد بلادنير وغولينبورستي.
لكن رغم امتنان الآلهة الكبير لتلقي هذه الهدايا، يوافقون جميعًا على أن لوكي ما يزال مدينًا برأسه للأخوين. عندما يقترب القزمين من لوكي بالسكاكين، يشير الإله الماكر إلى أنه وعدهم برأسه وليس عنقه، ما يؤدي في النهاية إلى إلغاء إتفاقهم. يكتفي بروكر وسندري بخياطة فم لوكي وإغلاقه والعودة إلى كور الحدادة.

## معرض صور

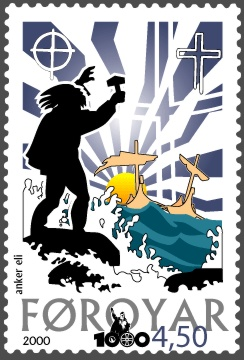